# Poder judicial d'Espanya
El poder judicial d'Espanya és el conjunt de jutjats i tribunals, integrat per jutges i magistrats, que tenen la potestat d'administrar justícia en nom del Rei. No és un poder concentrat en un òrgan concret, sinó que es troba en diversos òrgans en distints nivells jeràrquics i territorials. La característica comuna en tots ells és la capacitat de dictar resolucions definitives que vinculen a la ciutadania i els poders públics. El poder judicial té assignada una administració, l'administració judicial, pel Títol VI de la Constitució. A més, aquest poder és una funció exclusiva de l'estat central, de manera que no hi ha jutges de l'estat i jutges autonòmics, sinó que solament jutges, els quals són tots servidors de l'estat central sota una regulació comuna.
Segons marca la Constitució, hi ha una organització judicial estatal i queda exclosa tota potestat jurisdiccional fora d'aquesta (havent-hi unes excepcions). L'òrgan jurisdiccional superior en tots els ordres és el Tribunal Suprem d'Espanya, després hi ha l'Audiència Nacional, els tribunals superiors de justícia i les audiències provincials. Fora de l'organigrama del poder judicial es troben: el Tribunal Constitucional d'Espanya, un òrgan constitucional i l'intèrpret suprem de la Constitució espanyola; el Tribunal de Comptes; i els tribunals conseutudinaris (com el Tribunal de les Aigües de València).
Al conjunt de professionals que formen el poder judicial espanyols els correspon en exclusiva l'exercici de la potestat jurisdiccional, jutjant i fent executar el jutjat. En exercici d'aquesta potestat, els Jutjats i Tribunals coneixen i decideixen tots els processos contenciosos dels ordres civil, penal, contenciós-administratiu, social i militar. El coneixement i decisió de dits processos consisteix en la tramitació i pronunciament sobre el fons de l'assumpte que els plantegin les parts, siguin aquestes autoritats o particulars.2019
També, en els casos que la llei així ho permet, els Jutjats i Tribunals s'encarreguen del coneixement i decisió d'assumptes que no susciten contesa entre parts, en els denominats processos de jurisdicció voluntària. Aquests són principalment la protocol·lització de testaments hològrafs (escrits pel testador de pròpia mà) i altres actes civils que requereixen intervenció judicial. Així mateix, Jutges de Primera Instància i, si escau, els Jutges de Pau, tenen al seu càrrec els Registres de l'Estat Civil, sent responsables de la custòdia i llevanza dels llibres que registren el naixement, estat civil, els fets que afectin a la capacitat d'obrar i la defunció de les persones.2019

## Principis constitucionals del poder judicial
La Constitució garanteix el respecte als principis essencials necessaris per al correcte funcionament del Poder Judicial; aquests principis són la imparcialitat, la independència, la inamovibilitat, la responsabilitat i la legalitat.
- Principi d'imparcialitat: En garantia de la tutela judicial efectiva assegurada a tots els ciutadans per la Constitució, la Llei Orgànica del Poder Judicial proscriu la intervenció de jutges i magistrats en el coneixement i decisió d'assumptes en els quals puguin tenir interès com a part, bé sigui a títol personal o com a representants d'altres persones. Els jutges i magistrats estan obligats a abstenir-se de conèixer o decidir aquests assumptes, i en cas de no fer-lo poden ser recusats per la part que es crea perjudicada; un Tribunal superior jeràrquicament decidirà l'incident de recusació i, en cas de trobar fundat el seu plantejament, apartarà al jutge o magistrat recusat de la causa.

Són causes de recusació, entre d'altres, l'amistat íntima o enemistat manifesta del Jutge o Magistrat amb les parts o els seus advocats, procuradors, perits i testimonis; també ho és el parentiu fins al quatre o segon grau consanguini, segons els casos, amb les mateixes persones.
- Principi d'independència: Els jutjats i tribunals són independents de tota autoritat o persona en l'exercici de la seva potestat jurisdiccional, fins i tot respecte de Tribunals superiors i dels òrgans de govern del Poder Judicial.[10]
- Principi d'inamovibilitat Els jutges i magistrats són inamovibles i no poden ser traslladats, suspesos, separats ni jubilats sinó per les causes i amb les garanties establertes en la Llei.

Això vol dir que, fora d'aquestes causes i conformement a aquest procediment, ningú pot impedir temporal o definitivament a un Jutge o Magistrat la permanència en el seu càrrec i el lliure exercici d'aquest, és a dir, es proscriu tota forma d'interferència en la Carrera Judicial.
- Principi de responsabilitat:[10] Els jutges i magistrats són personalment responsables per les infraccions disciplinàries i penals que cometin en l'exercici de les seves funcions; aquesta responsabilitat només pot exigir-se per la via disciplinària legalment establerta, sense interferència dels poders executiu o legislatiu, o a través del procediment penal ordinari.
- Principi de legalitat: En l'exercici de les seves funcions jurisdiccionals, els jutges i magistrats estan subjectes a la Constitució i a la resta de l'ordenament jurídic, igual que la resta d'autoritats i que el conjunt dels ciutadans.

## Organització del poder judicial
El poder judicial és independent dels altres poders de l'estat. Tant els òrgans jurisdiccionals com els òrgans de govern del poder judicial exerceixen les seves funcions conformement als criteris de competència objectiva, territorial, i funcional. Judicialment Espanya s'organitza territorialment en municipis, partits judicials, províncies i comunitats autònomes. A Espanya regeix el principi de jurisdicció universal, en virtut del qual els jutjats i tribunals espanyols són competents per a conèixer i decidir les causes per delictes de summa gravetat, com aquells contra la Família Reial o que constitueixin genocidi, encara que hagin estat comesos per estrangers fora del territori nacional d'Espanya. En aquests casos es preval el principi de justícia sobre el de territorialitat, donada la gravetat dels fets que es pretén enjudiciar, i en virtut d'aquest principi els tribunals espanyols han processat Augusto Pinochet Ugarte i altres dictadors i grans delinqüents a nivell internacional.

## Òrgans jurisdiccionals
Els òrgans jurisdiccionals són aquells que tenen la missió d'administrar justícia, és a dir, de jutjar i fer executar el jutjat. Poden ser unipersonals (jutjats servits per jutges i jutjats servits per magistrats-jutges) o col·legiats (audiències i tribunals).

### Tribunal Suprem
El Tribunal Suprem, amb seu a Madrid, és l'òrgan jurisdiccional superior en tots els ordres, exceptuant el que està disposat en matèria de garanties constitucionals. És únic, cap altre Tribunal pot tenir el títol de Suprem, i la seva jurisdicció s'estén a tot el territori espanyol. Està compost per les sales civils, penals, del contenciós-administratiu, social, del militar i per 2 especials de revisió i de Govern.
- Coneix i decideix els recursos de cassació, revisió i altres extraordinaris en matèria civil, penal, contenciós-administrativa, social i militar.
- Coneix i decideix els processos de responsabilitat civil o penal contra el President i els ministres del Govern de la Nació, els senadors i diputats de les Corts Generals, President i Magistrats del mateix Tribunal Suprem i vocals del Consell General del Poder Judicial, President i magistrats del Tribunal Constitucional i altres integrants d'altes institucions de l'Estat i de les comunitats autònomes.
- Coneix i decideix, també, els processos d'il·legalització de partits polítics.
- Coneix i decideix els processos per les altres matèries que la Constitució o altres lleis reserven a la seva competència. La seva competència s'estén a tot el territori de la nació i tots els altres òrgans judicials exerceixen els seus poders i potestats amb subordinació a ell.

### Audiència Nacional
L'Audiència Nacional és un òrgan judicial que coneix i decideix causes d'especial transcendència criminal, política o social; està composta per les Sales d'Apel·lació, penal, del Contenciós-Administratiu i Social.
- Coneix i decideix les causes per delictes contra el Titular de la Corona, la seva consort, el seu successor, alts organismes de la Nació i forma de govern.
- Coneix i decideix, en l'ordre penal i en els ordres contenciós-administratiu i social, les causes relatives a altres matèries d'especial importància, com crim organitzat, falsificació de moneda i delictes contra la seguretat de l'Estat.
- Coneix i decideix els processos relatius a altres matèries reservades per la llei a la seva competència.

### Tribunals superiors de justícia
Les comunitats autònomes posseïxen òrgans executius i legislatius propis, independents dels de l'Estat, que són triats pels seus ciutadans per a exercir els poders de la comunitat; no obstant això, el poder judicial és únic i les comunitats autònomes no posseïxen una administració de justícia pròpia, sinó que participen en la gestió de les competències administratives d'aquesta, però els òrgans judicials són sempre els del poder judicial únic.
En aquest marc la Constitució de 1978 i els respectius estatuts d'autonomia estableixen un tribunal superior de justícia en cada comunitat autònoma. Aquests tribunals són els òrgans judicials davant els quals s'esgoten les successives instàncies processals de les causes iniciades en les respectives comunitats, sense perjudici de la competència superior del Tribunal Suprem i del coneixement i decisió atribuïts a òrgans jurisdiccionals centrals en matèries especials. Els tribunals superiors de justícia estan composts per les sales civils i penal, del contenciós-administratiu i social.
- Coneixen i decideixen els processos de responsabilitat civil o penal contra els presidents i consellers de les respectives comunitats autònomes, contra els membres de les seves assemblees legislatives i contra altres alts càrrecs de l'administració autonòmica i jutges i magistrats dels tribunals inferiors.
- Coneixen i decideixen els recursos de cassació en matèria de dret propi de les comunitats autònomes.
- Coneixen i decideixen els processos relatius a altres matèries reservades per la llei a la seva competència.

Els tribunals superiors de justícia prenen el nom de la comunitat autònoma respectiva i estenen la seva jurisdicció a tot el seu territori.

### Audiències Provincials
Les audiències provincials són l'òrgan judicial superior de cada província i coneixen causes d'índole civil i penal.
- En l'ordre civil, coneixen i decideixen principalment dels recursos d'apel·lació que es presentin contra les sentències i altres resolucions dels jutjats de primera instància.
- En l'ordre penal, coneixen i decideixen principalment de les causes per delicte no reservades per la llei a altre tribunal per raó de la matèria o de la persona, així com dels recursos contra les sentències i altres resolucions dels jutjats d'instrucció.

Les audiències provincials prenen el nom de la capital de la província respectiva i estenen la seva jurisdicció a tota aquesta. La província coincideix amb la divisió administrativa del mateix nom.

### Jutjats de primera instància i instrucció
Els Jutjats de Primera Instància i Instrucció són l'òrgan d'instrucció i fallada en matèria civil i d'instrucció del procediment en matèria penal. Coneixen i decideixen totes les causes no reservades expressament per la llei a altre tribunal per raó de la matèria o de la persona: com jutjats de primera instància coneixen i decideixen totes les causes de l'ordre civil i com jutjats d'instrucció prenen les diligències necessàries i formen el sumari per al coneixement i fallada de totes les causes penals per les audiències provincials.
Els jutjats de primera instància i instrucció prenen el seu nom de la capital del partit judicial respectiu i estenen la seva jurisdicció a tot ell. El partit judicial està integrat per un o diversos termes municipals. En funció de la població del municipi, del volum de treball i de les necessitats del servei en cada partit judicial s'establix un nombre determinat d'unitats judicials (jutjats).
La llei establix que quan en un partit judicial el nombre d'unitats judicials és superior a set, els jutjats es poden desdoblegar en jutjats d'instrucció, d'una banda, i en jutjats de primera instància, per l'altra.
Els Jutjats de Primera Instància coneixen tots els judicis que no vinguen atribuïts als altres jutjats o tribunals i jutgen pels recursos presentats contra les resolucions dels Jutjats de Pau del partit judicial. El registre civil s'encarrega dels jutges de primer instància i per delegació d'aquestos dels de Pau.
El Jutjats d'Instrucció coneixen les casus amb enjudiciament que correspon a les Audiències i dels procediment d'habeas corpus. Autoritzen l'entrada als domicilis i altres edifics d'accés subjecte al permís del titular.

### Altres òrgans jurisdiccionals professionals
Amb seu en la capital estatal, en les capitals de les diverses comunitats autònomes o de les províncies, o en qualsevol de les grans ciutats espanyoles poden existir jutjats mercantils, penals, de violència sobre la dona,2019 del contenciós-administratiu, social, de vigilància penitenciària i de menors.
Aquests jutjats coneixen i decideixen les causes que en les seves respectives matèries els assigna la llei; en funció del volum de treball pot existir més d'un jutjat de cada classe per comunitat autònoma o província, amb jurisdicció en tota o part d'ella, o bé estendre la seva competència territorial a diverses comunitats autònomes o províncies, o parts d'elles. En tots els casos, prenen el seu nom del municipi on radica la seva seu i estenen la seva jurisdicció a l'àmbit territorial assenyalat anteriorment.

### Òrgans jurisdiccionals no professionals i consuetudinaris
- El tribunal del jurat: es conforma per a cada procés amb ciutadans majors d'edat en el ple exercici dels seus drets civils i coneix i decideix sobre les qüestions de fet en les causes penals per delictes contra les persones, delictes comesos per funcionaris públics en l'exercici de les seves funcions, delictes contra l'honor, delictes contra la llibertat i la seguretat, delictes d'incendis i altres que assenyala la llei, emetent un veredicte justificat de culpabilitat o no culpabilitat; les qüestions de dret són decidides i la sentència en si és dictada pel president del tribunal del jurat, que és un magistrat professional de l'òrgan judicial corresponent. Es constituïx un jurat en el tribunal que hagi de conèixer i decidir d'un procés penal per un delicte dels reservats al seu coneixement, sigui una audiència provincial, un tribunal superior de justícia, l'Audiència Nacional o el Tribunal Suprem.
- Els jutjats de pau: existeixen en poblacions menors on no hi ha jutjat de primera instància i instrucció i estan servits per jutges llecs, nomenats per la sala de govern del respectiu tribunal superior de justícia de la comunitat autònoma a proposta de l'ajuntament de la localitat, per a un període de quatre anys; coneixen i decideixen causes civils de menor quantia i causes penals per faltes lleus. També ocupen funcions de registre civil. Els jutjats de pau estenen la seva jurisdicció al terme municipal del municipi respectiu.
- El Tribunal de les Aigües de València: és un tribunal compost per jutges llecs, és a dir, no professionals, que decideix qüestions relatives a l'ús de l'aigua per al reg amb fins d'agricultura. Les seves peculiaritats estan regulades en una llei especial.

## Òrgans de govern
El Consell General del Poder Judicial és l'òrgan de govern del mateix i exerceix les seves competències en tot el territori nacional. Està presidit pel president del Tribunal Suprem d'Espanya i compost per vint vocals, nomenats pel Rei a proposta del Senat i del Congrés dels Diputats. Cada Càmera proposa a quatre juristes de reconeguda competència i a més selecciona sis Jutges o Magistrats proposats en llista triple pels membres de la Carrera Judicial, en eleccions internes.
El Consell General del Poder Judicial té competència en la selecció i nomenament dels jutges, en la proposta al Rei de nomenament dels presidents i magistrats de tots els tribunals de la nació i en matèria administrativa, d'inspecció i disciplinària. Amb subordinació al Consell General del Poder Judicial, les sales de govern del Tribunal Suprem, de l'Audiència Nacional i dels tribunals superiors de justícia exerceixen funcions governatives i administratives, tals com la sol·licitud i repartiment de recursos i mitjans materials i l'establiment de normes de repartiment d'assumptes, de substitució i de control de les respectives oficines.

## Selecció i nomenament dels Jutges i Magistrats
La carrera judicial és el cos únic de jutges i magistrats de tot el Regne. L'accés a ella es porta a terme per diferents categories i conformement als sistemes de lliure oposició o de torn restringit d'accés professional.

### Els jutges de pau
Els jutges de pau no requereixen ser llicenciats en dret; són nomenats per la sala de govern del tribunal superior de justícia de la comunitat autònoma a proposta de l'ajuntament del municipi respectiu; la sala de govern efectua el nomenament per si quan l'ajuntament no ho fa en un termini de quatre mesos o quan el candidat proposat per ell no és considerat idoni per la mateixa sala. Romanen en el seu càrrec durant quatre anys i poden ser reelegits indefinidament.

### Els jutges
A Espanya els jutges professionals són seleccionats a través d'un procediment d'examen denominat oposició lliure en el qual poden participar tots els espanyols majors d'edat sense antecedents penals que es trobin en possessió del títol de llicenciat en dret i gaudeixin de la plenitud dels seus drets civils. Les oposicions són realitzades conforme a un temari i proporcionen plaça a tots els aspirants que aconsegueixin una posició en l'escalafó superior al nombre de llocs a cobrir, segons la convocatòria; és a dir, convocada una oposició per a cent places de jutges resultaran admesos aquells que, havent aprovat els exàmens, tinguin les cent primeres notes. Els aprovats i admesos gaudeixen de la consideració de funcionaris en pràctiques, amb sou i altres beneficis a càrrec de l'Estat, i han de superar un curs de capacitació en l'Escola Judicial, depenent del Consell General, la durada del qual és de dos anys i que comprèn una part teòrica i altra pràctica. Qui superin el curs són nomenats jutges i entren en la carrera judicial per aquesta categoria.

### Els magistrats
Els magistrats són els jutges que serveixen en òrgans judicials superiors, com les audiències provincials, els tribunals superiors de justícia o l'Audiència Nacional. Els membres del Tribunal Suprem també són magistrats, però ells pertanyen a la seva categoria especial. Les places de magistrat es cobrixen conformement a un sistema de quotes, de manera que de cada quatre places es cobreixin: 
- Dues per ascens de jutges conformement a l'ordre dels mateixos en el seu escalafó.
- Una per concurs entre jutges, mitjançant proves selectives en els ordres àmbits civil i penal i proves d'especialització en els ordres contenciós-administratiu, social i mercantil.
- Una per concurs entre juristes de reconeguda competència amb més de 10 anys d'exercici professional; una tercera part d'aquestes places ha de reservar-se per a secretaris judicials de primera o segona categoria.

Els Magistrats són adscrits als diferents Tribunals col·legiats (no unipersonals) conformement a normes específiques que té en compte criteris tècnics i d'especialització de cada funcionari.

### Els magistrats del Tribunal Suprem
Els magistrats del Tribunal Suprem formen una categoria pròpia dintre de la carrera judicial. La promoció a la categoria de Magistrat del Tribunal Suprem es porta a terme conformement a criteris anàlegs a aquells que es tenen en compte per a l'ascens a la categoria de Magistrat, segons el nombre de places que resulti necessari cobrir, de la següent forma per a cada cinc places: 
- Quatre per a membres de la carrera judicial amb almenys 10 anys d'exercici professional, de les quals dos seran per concurs entre aquells dels especialitzats en algun ordre jurisdiccional concret i les altres dues per concurs general.
- Una per a juristes de reconegut prestigi i almenys 15 anys d'exercici professional.

### Els presidents
Dintre de cada categoria, els presidents dels respectius òrgans jurisdiccionals i de les sales que es divideixi cadascun, són nomenats pel Rei d'Espanya mitjançant reial decret, a proposta del Consell General del Poder Judicial. Romanen en els seus càrrecs per un temps variable, segons el cas, que sol ser de 5 anys.